# Pénélope de Cauca
Penelope perspicax
Espèce
Statut de conservation UICN

 VU C2a(i) : Vulnérable
La Pénélope de Cauca (Penelope perspicax) est une espèce d'oiseau de la famille des Cracidae de Colombie.

## Description
Elle mesure 76 cm de longueur. Les plumes de la tête, du cou, de la partie haute du dos et de la poitrine sont grises ou brunes bordées de gris clair ou de blanc, plus variées sur la poitrine ; le reste du dos est châtain. Le pourtour des yeux est gris ardoise, le bec noir, les pattes et la gorge sont rouges.

## Habitat
Elle vit dans la partie médiane et supérieure des arbres et ne descend pas sur le sol. Elle niche dans les arbres.
Son habitat qui a été réduit et fragmenté et la chasse font qu'elle est en danger d'extinction